# Никос Енгонопулос
Нѝкос Енгоно̀пулос (на гръцки: Νίκος Εγγονόπουλος) е гръцки художник и поет, един от важните представители на гръцкото Поколение на 30-те, както и на сюрреалистичното движение в Гърция.

## Биография
Никос Енгонопулос е вторият син в семейството на Панайотис и Енриета Енгонопулос. В самото начало на Първата световна война през лятото на 1914 г. семейство Енгонопулос е принудено да замине за Константинопол. През 1923 г. Никос е записан в лицей в Париж, където учи четири години. След завръщането си в Гърция, служи като редови войник в 1-ви пехотен полк. След това работи като преводач в банка и като секретар в Атинския университет. След 1930 г. Енгонопулос работи като дизайнер в Департамента по градоустройство към Министерството на обществените работи на Гърция.
През 1932 г. Никос Енгонопулос става студент в Атинското висше училище за изящни изкуства, където учи при Константинос Партенис. Посещава и часовете на Фотиос Контоглу. По време на следването си става приятел с такива художници като Янис Царухис, Янис Моралис, Джорджо де Кирико, кипъреца Тилемахос Кантос както и с поета Андреас Ембирикос.
Първите му картини, темпера върху хартия, върху които централно място заемат стари къщи от източна Македония, са показани в изложбата „Традициите на съвременното гръцко изкуство“, открита през януари 1938 г. Малко след това, през февруари, Енгонопулос публикува свои преводи на стиховете на румънско-френския поет Тристан Цара. Няколко месеца преди това е излязла първата му собствена стихосбирка, а на следващата година — втората му книга. Никос Енгонопулос е считан за един от най-добрите поети сюрреалисти на Гърция.
Първата му самостоятелна изложба е през 1939 г. Три години по-късно завършва прочутата си поема „Боливар“, посветена на революционера Симон Боливар и отпечатана чак през 1944 г. През 1968 г. поемата е превърната в песен от композитора Никос Мамангакис. От 1945 г. Енгонопулос е преподавател в Националната мецовска политехника.
Никос Енгонопулос умира от инфаркт в Атина през 1985 г.

## Най-важни изложби
- 1939 – първа самостоятелна изложба – в къщата на Никос Каламарис
- 1949, 1952, 1957, 1963, 1965, 1971, 1973 и 1975 – участие в Общоелинските изложби
- 1949, 1950, 1952 – участия в общите изложби на групата Армос
- 1949 – участие в Гръцкия павилион на Международното изложение в Ню Йорк
- 1951 – участие в Изложението на театралния декор в Осло
- 1954 – Никос Енгонопулос заема целия Гръцки павилион на Венецианското биенале със 72 свои платна

## Литературни творби
- Февруари 1938 – превод на поемите на Тристан Цара
- Юли 1938 – първо издание на стихосбирката Μην ομιλείτε εις τον οδηγόν (Не говорете на диригента)
- 1939 – Τα Κλειδοκύμβαλα της Σιωπής (Клавесините на мълчанието)
- 1942 – Боливар: гръцка поема
- 1944 – Седем поеми, памфлет
- 1946 – Η Επιστροφή των Πουλιών (Завръщането на птиците)
- 1949 – Елевзин
- 1954 – Ο Ατλαντικός (Атлантикът) в списание Anglo-Elliniki Epitheorisi
- 1957 – Εν Ανθηρώ Έλληνι Λόγω (Относно процъфтяването на гръцкия език)
- 1963 – Ελάχιστα τινά περί της γενέσεως του έργου μου (Някои бележки за произхода на моята работа)
- 1980 – Есе върху театъра на сенките в Гърция: Карагьозис

## Театрални декори и костюми
- 1938 – Менехмовците на Плавт, постановка на режисьора Г. Сарандидис, Театър Котопули
- 1939 – Електра на Софокъл, постановка на режисьора Каролос Кун, Театър Котопули
- 1945 - Каподистриас на Никос Казандзакис, мизансцен Сократес Карантинос, Национален театър
- 1952 - Il burbero di buon cuore на Карло Голдони, мизансцен Сократес Карантинос, Национален театър
- 1957 – Κόρη, Μορφές μιας γυναίκας, Μήδεια και Ρίγκ και Τρομπέττα за гръцкия балет на Ралу Ману
- 1959 – Ион на Еврипид и Прикованият Прометей на Есхил, постановка на режисьора Линос Кардзис, Театър Темеликос
- 1962 – Опера за три гроша на Бертолд Брехт, мизансцен Н. Хаджискос; Цезар и Клеопатра на Джордж Бърнард Шоу, мизансцен Алексис Соломос и Буржоата благородник на Молиер, мизансцен Сократес Карантинос за Държавния театър на Северна Гърция
- 1964 – Иполит на Еврипид, мизансцен Сократес Карантинос за Държавния театър на Северна Гърция
- 1965 – Лизистрата на Аристофан, мизансцен Сократес Карантинос за Държавния театър на Северна Гърция